# Мала Каменица
Мала Каменица је насеље у Србији у општини Неготин у Борском округу. Према попису из 2022. у насељу је било 217 становника (према попису из 2011. било је 317 становникапрема попису из 2002. било је 392 становника a према попису из 1991. било је 998 становника).

## Географски положај
Мала Каменица је ратарско-сточарско сеоско насеље збијеног типа удаљено 19 километара северозападно од Неготина. Смештено је на просечно 110 метара надморске висине, на долинским странама Каменичке реке десне притоке Дунава. Северна географска ширина насеља је 44° 20’52”, источна географска дужина 22° 29’ 03”, а површина атара 1.894 хектара. До овог насеља се може стићи директним асфалтним путем од Неготина, према Кладову.

## Историја
Први пут се помиње у турским пописима 1530. године као насеље са 20 кућа, 1736. године је имало 50, 1783 – 20, 1846 -123, а 1866 - 136 куће.
Као Каменица се први пут помиње 1736. године када је имала 23 куће, а како је 1723. године „Јиspie островска“ имало 50 кућа. Свакако су ту урачунате и куће Мале Каменице, која је са Великим Острвом (Острово Маре) чинила једну нурију. Kamenicza је забележена 1784. године, а 1811. године Каменица. Године 1924. имала је 219 кућа.
Убраја се у стара насеља са значајним траговима старина. У атару насеља су пронађени остаци Селишта, старог насеља (Горње село), црквишта и старог гробља. Данашње насеље је подељено на два краја – Досу и Фаца (Осоје и Присоје).
Након Првог светског рата у њему су живеле следеће породице: Матићи, Перешћи и Мијаји (слава Петковица и Свети Никола), Житаревићи или Житарешћи (слава Петковица), Васиљевићи или Васиљешћи (слава Свети Ђорђе), Сурдањи или Сурдањешћи (слава Петковица), Траиловићи или Траилоњи (слава Свети Арханђео и Свети Јован), Патруцешћи или Петруцићи (слава Петковица), Стојановићи (слава Свети Ђорђе), Гергиновићи и Магунешћи (слава Велика Госпојина), Писмигешћи или Писмигићи (слава Свети Ђорђе), Ликсаревићи или Ликсарешћи (слава Петковица), Жукешћи или Жукићи (слава Свети Ђорђе), Трујкешћи или Трујкићи (слава Петковица), Здрупешћи (слава Свети Ђорђе), Лазаревићи и Лупешћи (слава Свети Никола), Ангелешћи и Симешћи (слава Свети Ђорђе), Пајићи и Ибрешћи или Ибрићи (слава Свети Врачи), Паунешћи или Пауновићи (слава Свети Никола), Миркуљешћи или Тршешћи (слава Свети Врачи), Болђешћи или Болдићи (слава Митровдан), Рејцешћи или Рајцићи (слава Свети Врачи), Черчељешћи или Черчеловићи (слава Свети Алимпије), Радомирешћи или Радомировићи (слава Петковица), Никицешћи или Никицићи (слава Петковица), Царанешћи или Царановићи (слава Петковица), Тодорешћи или Тодоровићи и Рашешћи или Рашићи (слава Петковица), Ратарешћи или Ратаревићи (слава Петковица), Милошешћи или Милошевићи (слава Петковица), Буђешћи или Будићи (слава Свети Ђорђе), Пурчељешћи (слава Свети Никола), Костадиновићи (слава Петковица), Боцокешћи или Боцокићи (слава Свети Никола), Франулешћи (слава Петковица), Пешићи (слава Свети Врачи) и Младеновићи (слава Свети Ђорђе).
Сеоска заветина је Спасовдан.Православна црква посвећена Светом Илији је подигнута 2001. године.
Становништво Мале Каменице је православно, приликом пописа национално се изјашњава као српско и углавном се бави ратарством и сточарством. Антропогеографским и етнолошким изучавањима сврстано је у влашка насеља.
Године 1921. је имало 219 кућа и 1.135 житеља, 1948. године 261 кућу и 1.205 становника, а 2002. године 324 кућа и 398 становника. Године 2007. на привременом раду у иностранству (углавном Аустрија) из овог насеља је 387 становника.
Основна школа је основана 1892. (дограђена 1921) године. Школске 2006/2007. године имала је 14 ученика.
Земљорадничка задруга у Малој Каменици је основана је 1947. године (1960. године припојена земљорадничкој задрузи у Михајловцу), стари Дом културе је направљен 1950. а нови 2006. године, насеље је електрифицирано 1955. године, асфалт у насељу је урађен 1980, водовод 1980/1983. године, а телефонске везе са светом 1986. године.

## Демографија
Према последњем попису из 2022. године у насељу је живело 217 становника што је за 100 мање у односу на 2011. када је на попису било 317 становника. У насељу живи 204 пунолетних становника, а просечна старост становништва износи 00 година (00 код мушкараца и 00 код жена).
Према подацима пописа из 2022. у насељу има 106 домаћинства, а просечан број чланова по домаћинству је 2,05 а према истом попису у насељу има 303 стамбених јединица од којих је 121 насељених.
Ово насеље је великим делом насељено Србима (према попису из 2002. године).
|  |

| Демографија | Демографија | Демографија |
| Година      | Становника  | Становника  |
| ----------- | ----------- | ----------- |
| 1948.       | 1.205       |             |
| 1953.       | 1.252       |             |
| 1961.       | 1.226       |             |
| 1971.       | 1.165       |             |
| 1981.       | 1.108       |             |
| 1991.       | 998         | 636         |
| 2002.       | 392         | 889         |
| 2011.       | 317         |             |
| 2022.       | 217         |             |

| Етнички састав према попису из 2002.‍ | Етнички састав према попису из 2002.‍ | Етнички састав према попису из 2002.‍ | Етнички састав према попису из 2002.‍ | Етнички састав према попису из 2002.‍ |
| ------------------------------------ | ------------------------------------ | ------------------------------------ | ------------------------------------ | ------------------------------------ |
|                                      |                                      |                                      |                                      |                                      |
| Срби                                 | Срби                                 |                                      | 382                                  | 97,44%                               |
| Румуни                               | Румуни                               |                                      | 8                                    | 2,04%                                |
| Роми                                 | Роми                                 |                                      | 1                                    | 0,25%                                |
| непознато                            | непознато                            |                                      | 1                                    | 0,25%                                |

| Година пописа     | 1948. | 1953. | 1961. | 1971. | 1981. | 1991. | 2002. |
| ----------------- | ----- | ----- | ----- | ----- | ----- | ----- | ----- |
| Број домаћинстава | 290   | 296   | 304   | 291   | 266   | 239   | 169   |

| Број чланова      | 1  | 2  | 3  | 4  | 5 | 6 | 7 | 8 | 9 | 10 и више | Просек |
| ----------------- | -- | -- | -- | -- | - | - | - | - | - | --------- | ------ |
| Број домаћинстава | 59 | 59 | 20 | 13 | 8 | 8 | 1 | 1 | 0 | 0         | 2,32   |

| Пол    | Укупно | Неожењен/Неудата | Ожењен/Удата | Удовац/Удовица | Разведен/Разведена | Непознато |
| ------ | ------ | ---------------- | ------------ | -------------- | ------------------ | --------- |
| Мушки  | 152    | 21               | 106          | 20             | 5                  | 0         |
| Женски | 198    | 17               | 113          | 54             | 14                 | 0         |
| УКУПНО | 350    | 38               | 219          | 74             | 19                 | 0         |

| Пол    | Укупно                    | Пољопривреда, лов и шумарство | Рибарство                            | Вађење руде и камена | Прерађивачка индустрија       |
| ------ | ------------------------- | ----------------------------- | ------------------------------------ | -------------------- | ----------------------------- |
| Мушки  | 69                        | 54                            | 0                                    | 0                    | 0                             |
| Женски | 53                        | 47                            | 0                                    | 0                    | 1                             |
| УКУПНО | 122                       | 101                           | 0                                    | 0                    | 1                             |
| Пол    | Производња и снабдевање   | Грађевинарство                | Трговина                             | Хотели и ресторани   | Саобраћај, складиштење и везе |
| Мушки  | 0                         | 2                             | 4                                    | 3                    | 2                             |
| Женски | 0                         | 1                             | 2                                    | 0                    | 0                             |
| УКУПНО | 0                         | 3                             | 6                                    | 3                    | 2                             |
| Пол    | Финансијско посредовање   | Некретнине                    | Државна управа и одбрана             | Образовање           | Здравствени и социјални рад   |
| Мушки  | 0                         | 0                             | 1                                    | 0                    | 0                             |
| Женски | 0                         | 0                             | 0                                    | 0                    | 1                             |
| УКУПНО | 0                         | 0                             | 1                                    | 0                    | 1                             |
| Пол    | Остале услужне активности | Приватна домаћинства          | Екстериторијалне организације и тела | Непознато            | Непознато                     |
| Мушки  | 0                         | 0                             | 0                                    | 3                    | 3                             |
| Женски | 0                         | 0                             | 0                                    | 1                    | 1                             |
| УКУПНО | 0                         | 0                             | 0                                    | 4                    | 4                             |

Податке о насељима сакупио МИОДРАГ ВЕЛОЈИЋ, дипл. географ
радник Историјског архива Неготин